# Elma (Washington)
Elma is een plaats (city) in de Amerikaanse staat Washington, en valt bestuurlijk gezien onder Grays Harbor County.

## Demografie
Bij de volkstelling in 2000 werd het aantal inwoners vastgesteld op 3049.
In 2006 is het aantal inwoners door het United States Census Bureau geschat op 3165, een stijging van 116 (3,8%).

## Geografie
Volgens het United States Census Bureau beslaat de plaats een oppervlakte van
4,4 km², geheel bestaande uit land. Elma ligt op ongeveer 13 m boven zeeniveau.

## Plaatsen in de nabije omgeving
De onderstaande figuur toont nabijgelegen plaatsen in een straal van 16 km rond Elma.